# Armin Fuchs

Armin Fuchs (2012)

Armin Fuchs (* 19. Juli 1960 in Nürnberg) ist ein deutscher Komponist und Pianist.

## Leben und Wirken
Fuchs studierte Komposition bei Bertold Hummel, Klavier bei Erich Appel und Arne Torger, Liedbegleitung bei Norman Shetler und Aikido bei Doris Kiuntke und Gerhard Walter Shihan. Er betreibt eine rege internationale Konzerttätigkeit mit Auftritten in Europa (Deutschland, Rom, St. Petersburg, Warschau, Brüssel, Turin, Wien, Genf, Birmingham) und Asien (Bangkok, Yangon) als Solist, Liedbegleiter und Kammermusiker. Fuchs spielte bislang sechsmal Erik Saties Vexations in jeweils 28 Stunden nonstop, im Jahr 2000 auch im Rahmen eines Forschungsprojekts der Hochschule für Musik und Theater Hannover. Daneben trat er als Darsteller des Volker in Die zweite Heimat – Chronik einer Jugend von Edgar Reitz in Erscheinung. Fuchs lebt in Würzburg und lehrt dort als Professor an der Hochschule für Musik. Er gab Meisterkurse in Deutschland, Buenos Aires, Bangkok und der Tschechischen Republik.